# 1174
Cette page concerne l'année 1174  du calendrier julien.
L'année 1174 est une année commune qui commence un mardi.

## Événements
- 5 février : Turanshah, frère de Saladin, part d’Égypte via La Mecque pour une expédition contre le Yémen qu’il soumet entre mai et août[1].
- 6 avril : Saladin réprime une révolte chiite en Égypte encouragée par les Francs[2].
- 14 mai, Yémen : Turanshah prend Zabid après deux jours de combat[3].
- 15 mai : As-Salih Ismail al-Malik, un enfant, devient émir d’Alep à la mort de Nur ad-Din[4].

- 11 juillet : mort d’Amaury Ier de dysenterie. Baudouin le Lépreux devient roi de Jérusalem à l’âge de treize ans (fin en 1185)[5].
  - La maladie de Baudouin IV et le problème de sa succession divise la classe dirigeante en deux partis : celui de la cour favorable à la reine mère Agnès de Courtenay, à la princesse Sibylle et à son mari le chevalier poitevin Guy de Lusignan, et celui des barons qui auraient préféré voir confier le bail au comte de Tripoli, Raymond III, homme de plus d’expérience[6].
- 28 juillet : la flotte de Guillaume II de Sicile se présente devant Alexandrie[7]. Elle est repoussée par Saladin le 1er août[8].
- Août : révolte des Banu al-Kanz, nomades arabes installés en Haute-Égypte, réprimée par Saladin[7]. Ils s’infiltrent en Nubie depuis le sud de l’Égypte. Ils ravagent la région et font souche dans le pays, contribuant à son islamisation.
- 28 octobre (ou le 25 novembre[4]): Saladin entre dans Damas qui lui ouvre ses portes. Il prend le contrôle de la Syrie, prend Homs (10 décembre) et Hama (28 décembre) puis assiège Alep (30 décembre)[8].

### Europe
- 18 janvier : canonisation de Bernard de Clairvaux[9].
- 3 avril : l’archevêque de Mayence Christian de Buch assiège Ancône, occupée par les Byzantins avec une armée d’Italiens et de mercenaires Brabançons assistée par la flotte vénitienne[10].
- Avril : Guillaume le Lion, roi d’Écosse envahit de nouveau le Northumberland ; il  attaque Carlisle en juin avant de faire route vers Alnwick[11].
- 26 mai : Henri II abolit le droit de bris sur les côtes d’Angleterre, du Poitou, de l’île d’Oléron et de Gascogne[12].
- 29 juin : André Ier Bogolioubski est tué par ses boyards[13] dans son palais de Bogolioubovo, à cause de la rivalité entre la nouvelle capitale, Vladimir, et les villes de Rostov et Souzdal (1174-1176).
- 8 juillet : Henri II, qui était en Normandie pour combattre ses ennemis, débarque en Angleterre[14].
- 12 juillet : le roi Henri II d’Angleterre fait pénitence publique sur la tombe de l’archevêque de Cantorbéry, Thomas Becket qu’il a fait assassiner[15]. Il retire les constitutions de Clarendon mais réussit en fait à maintenir sa domination sur l’Église.
- 13 juillet : victoire d’Henri II sur le roi d’Écosse Guillaume le Lion à Alnwick[16]. Guillaume est fait prisonnier et transporté à Falaise, en Normandie[11].
- Août : alliance entre le comte de Toulouse, Raymond et Gênes[17].
- 30 septembre : traité de Montlouis[18] entre Tours et Amboise. Paix entre Henri II et Louis VII[16]. Le roi d’Angleterre se réconcilie avec ses fils révoltés.
- Septembre : cinquième campagne de Frédéric Barberousse en Italie (fin en 1178). La Savoie est envahie par les impériaux. Suse est brûlée[19].
- Octobre : l’archevêque Christian de Buch doit lever le siège d’Ancône, défendue par Aldrude Frangipani, comtesse de Bertinoro et Guillaume Adelardi[10].
- 29 octobre : Frédéric Barberousse entreprend en vain le siège d’Alexandrie (fin le 13 avril 1175[20]). Il est battu par Florence.
- 8 décembre : par le traité de Falaise, le roi Henri II oblige le roi d’Écosse, Guillaume le Lion, à lui rendre hommage[21].